# Tongxin (socken i Kina, Heilongjiang, lat 45,31, long 126,18)
Tongxin (kinesiska: 同心, 同心满族乡) är en socken i Kina. Den ligger i provinsen Heilongjiang, i den nordöstra delen av landet, omkring 60 kilometer sydväst om provinshuvudstaden Harbin. Antalet invånare är 19 398. Befolkningen består av 9 494 kvinnor och 9 904 män. Barn under 15 år utgör 15,0 %, vuxna 15-64 år 79 %, och äldre över 65 år 5,0 %.
Genomsnittlig årsnederbörd är 728 millimeter. Den regnigaste månaden är juli, med i genomsnitt 160 mm nederbörd, och den torraste är januari, med 6 mm nederbörd.